# Доісторична фантастика
Доісторична фантастика — жанр, який більш-менш реалістично відображає події, що відбувалися під час доісторичних часів . Цей жанр був виражений через романи, комікси, фільми, мультфільми, ігри. Він розвивався, не завжди опираючись на досягнення розвитку доісторичних наук.
Зростання інтересу до первісного життя людства та його предків наприкінці ХІХ століття (див. статті: «Антропологія»; «Мавпи як людина»; «Еволюція»; «Походження людини») призвело до виникнення категорії фантастики, яку можна назвати доісторичною романтикою — різнобарвних примітивних «казок», звільнених навіть від скромної розповідної вимоги сучасної повісті, наприклад піджанру фантастичної і пригодницької літератури типу «Загублених світів». Розвиток доісторичної фантастики почався частково завдяки цій позиції, а частково тому, що, як зауважив Кінгслі Еміс у «Нових картах пекла: Огляд наукової фантастики» (1960) — Герберт Велз ефективно анексував територію доісторичної фантастики своєю «Історією кам'яного століття» (1897). Ще один помітний доісторичний твір Велза, частково нарис, а частково оповідання, — «Грізний народ» (1921). Ці короткі твори уособлюють дві повторювані теми доісторичної фантастики: відкриття та розвиток зброї і інших знарядь праці — у першому творі, а також припущене зіткнення між найближчими предками сучасних людей (кроманьйонцями) та їх неандертальськими попередниками — у другому.

## Історія жанру
Цей літературний жанр постає разом з ботаніком і геологом П'єром Бойтардом. Щоб висловити свою дуже авангардну точку зору на еволюцію, задовго до Чарльза Дарвіна, Бойтард використовує для молоді форму роману, який буде присуджений як премія заслуженим студентам. Ці книги з'явилися у 1860-х роках у більшості країн Європи та США.
Доісторична художня література мала свій перший великий успіх у Франції з виходом роману Ж.-А. Роні-старшого під назвою «По вогонь», опублікований у 1909 році, який з тих пір постійно перевидавався і став предметом двох кінематографічних адаптацій.
Цей жанр став дуже популярний у США, де було написано багато романів про доколумбову Америку.
Станом на кінець 2011 року було написано близько 1200 найменувань книг жанру фантастичної літератури про доісторичні часи.

## Доісторичні романи

### Романи про доісторичну добу[4]
У кількісному вираженні, слід зазначити, що доісторична фантастика є відносно рідкісним явищем у 1940 — 60-ті роки. А от з 1970 до 2000-х років спостерігається золота доба цього жанру. Ось неповний перелік деяких творів, що позначили цей літературний жанр:
- Адрієн Арселін (під псевдонімом Адрієн Краніл) (1872). Мисливці на північних оленів у Солутрі (фр) . Париж.
- Жан Кордін (1998). Le chamane du bout du monde (фр) . Париж: Seuil. с. 390. ISBN 978-2020306829.
- Жан Ґвілен (2006). Pourquoi j'ai construit une maison carrée (фр) . Париж: «Actes Sud»/Errances. с. 332. ISBN 978-2742761425.
- Мерілін Пату-Матіс (2014). Мадам де Неандерталь (фр) . Париж: NiL. с. 264. ISBN 978-2-84111-667-6.

### Маргарет Аллан (псевдонім В.T. «Білл» Швидкий)
- The mammoth stone / Камінь мамонта (англ) . Нью-Йорк: «Сіґнет». 1993. с. 391. ISBN 9780451174970.
- Keeper of the stone / Хранитель каменю (англ) . Нью-Йорк: «Сіґнет». 1994. с. 432. ISBN 978-0451181329.
- The Last Mammoth / Останній мамонт (англ) . Нью-Йорк: «Сіґнет». 1995. с. 396. ISBN 978-0451184634.

### Хуан Луїс Арсуага
Археолог та антрополог:
- Al otro lado de la niebla / По той бік туману (ісп) . Мадрид: «Suma». 2005. с. 299. ISBN 8496463168.

### Джін М. Ауел
- Серія книг «Діти Землі»:
  - «The Clan of the Cave Bear» / «Клан печерного ведмедя» (англ) . Нью-Йорк: «Crown Group». 1980. с. 468. ISBN 0-517-54202-1.
    - «Le Clan de l'Ours des Cavernes» (фр) . Париж: Balland. 1981. с. 361.

  - «The Valley of Horses» / «Долина коней» (англ) . Нью-Йорк: «Crown Group». 1982. с. 502. ISBN 0-517-54489-X.
    - «La Vallée des chevaux» (фр) . Париж: Balland. 1988. с. 381. ISBN 978-2715804302.

  - «The Mammoth Hunters» / «Мисливці на мамонтів» (англ) . Нью-Йорк: «Crown Group». 1985. с. 630. ISBN 0-517-55627-8.. {{cite book}}: Перевірте значення |isbn=: недійсний символ (довідка)
    - «Les Chasseurs de mammouths» (фр) . Париж: Soline. 1988. с. 630. ISBN 978-2702868898.

  - «The Plains of Passage» / «Шлях через рівнину» (англ) . Нью-Йорк: «Crown Group». 1990. с. 760. ISBN 0-517-58049-7.
    - «Le Grand Voyage» (фр) . Париж: «Преса міста». 2002. с. 658. ISBN 978-2258059467.

  - «The Shelters of Stone» / «Під захистом каменю» (англ) . Нью-Йорк: «Crown Group». 2002. с. 753. ISBN 0-609-61059-7.
    - «Les Refuges de pierre» (фр) . Париж: «Преса міста». 2002. с. 646. ISBN 978-2258058378.

  - «The Land of Painted Caves» / «Земля розмальованих печер» (англ) . Нью-Йорк: «Crown Group». 2011. с. 768. ISBN 0-517-58051-9.
    - «Le Pays des Grottes Sacrées» (фр) . Париж: «Преса міста». 2011. с. 681. ISBN 978-2258084001.

### Франц Генріх Ахерман
- Auf der Fährte des Höhlenlöwen / По сліду печерного лева (нім) . «Otto F. Walter». 1919.
- Die Jäger vom Thursee / Мисливці з озера Тур (нім) . «Otto F. Walter». 1918. с. 299.

### Еріх Баллінгер
- «La Horde des glaciers» / «Орда льодовиків» (фр) . Париж: «Milan». 2004. с. 174. ISBN 978-2745909695.
- «La Guerre des cavernes» / «Печерні війни» (фр.) . Париж: «Milan». 2002. с. 250. ISBN 978-2745906748.

### Едгар Райс Барроуз
- Tarzan the Terrible / Тарзан жахливий (англ) . Чикаго: «А. К. МакКлург». 1921. с. 408.
- The Land That Time Forgot / Земля, забута часом (англ) . Чикаго: «А. К. МакКлург». 1924. с. 122.

### Стівен Бекстер
- Трилогія: «Мамонт» (ISBN 0-575-07604-6):
  - Silverhair / Срібляста (англ) . Нью-Йорк: «Harper Voyager». 1999. с. 224. ISBN 0-06-105132-2.
  - Longtusk / Довгий бивень (англ) . Нью-Йорк: «Harper Voyager». 1999. с. 304. ISBN 0-380-81898-1.
  - Icebones / Крижані кості (англ) . Нью-Йорк: «Harper Voyager». 2001. с. 288. ISBN 0-380-81899-X.

### Герберт Велз
- A Story of the Stone Age / Історія кам'яного століття (англ) . Нью-Йорк. 1897 [1897].
  - Кам'яна доба (П'ятдесят тисяч літ тому). Збірка оповідань (укр) . Переклад з англійської: Н. Ткаченко-Ходкевич. Київ. 1929. с. 85.

### Сара Вільдгін
- La pierre des âmes / Камінь душ. Париж: Le lutin malin. 2008. с. 330. ISBN 978-2915546521., передмова Жана Клотта[fr]

### Джоан Вольф
- Daughter of the Red Deer / Дочка благородного оленя (англ) . Нью-Йорк: «Dutton». 1991. с. 420. ISBN 0525933794.
- The Horsemasters / Вершники (англ) . Нью-Йорк: «Dutton». 1993. с. 401. ISBN 0525935894.
- The Reindeer Hunters / Мисливці на оленів (англ) . Нью-Йорк: «Dutton». 1994. с. 368. ISBN 0525938486.

### Вейко Гаакана
- Luolamiehen pojat / Печерні хлопці (фін) . Гельсінкі: «Valistus». 1957. с. 205.
- Luolapoikien paluu / Повернення печерних хлопців (фін) . Гельсінкі: «Valistus». 1958.
- Poikkikirves iskee / Перехресні удари (фін) . Гельсінкі: «Valistus». 1959.
- Jäätikkö uhkaa / Льодовик загрожує (фін) . Гельсінкі: «Valistus». 1961. с. 195.
- Kuonokasvoinen kauhu / Жахлива морда (фін) . Гельсінкі: «Valistus». 1962.
- Kivinen biisoni / Скелястий зубр (фін) . Гельсінкі: «Valistus». 1969.

### Сью Гаррісон
- Трилогія «Різьбар слонової кістки»:
  - Mother Earth Father Sky / Мати Земля, батько Небо (англ) . Нью-Йорк: «Даблдей». 1990. с. 313. ISBN 978-0-385-41159-2.
  - My Sister the Moon / Моя сестра Місяць (англ) . Нью-Йорк: «Даблдей». 1992. с. 449. ISBN 978-0-385-42086-0.
  - Brother Wind / Мій брат Вітер (англ) . Нью-Йорк: «William Morrow». 1994. с. 494. ISBN 978-0-688-12888-3.

- Трилогія «Оповідач»:
  - Song of the River / Пісня про річку (англ) . Нью-Йорк: «Avon Books». 1997. с. 484. ISBN 978-0-380-97370-5.
  - Cry of the Wind / Плач вітру (англ) . Нью-Йорк: «Avon Books». 1998. с. 448. ISBN 978-0-380-97371-2.
  - Call Down the Stars / Заклик зірок (англ) . Нью-Йорк: «William Morrow». 2001. с. 446. ISBN 978-0-380-97372-9.

### Арман Гершковичі
- La Légende de Ninmah / Легенда про Нінму (фр) . Париж: seuil. 2004. с. 304. ISBN 978-2020601634.

### Пітер Гупер
- Das Hirschvolk / Люди олені
  - Die Berge des Morgens / Гори вранці (нім) . Мюнхен: «Гейне». 1997. с. 348. ISBN 978-3453119857.
  - Fremde Brüder / Брати-іноземці (нім) . Мюнхен: «Гейне». 1997. с. 382. ISBN 978-3453119864.
  - Die Chronik der Väter / Хроніка батьків (нім) . Мюнхен: «Гейне». 1997. с. 510. ISBN 978-3453119871.

### Майялійса Діккман
- Ram ja linnunkuvainen ruukku / Рам і горщики з птахами (фін) . Гельсінкі: «WSOY». 1993. ISBN 951-0-19019-5.
- Ram löytää synnyinsijansa / Рам знаходить свою батьківщину (фін) . Гельсінкі: «WSOY». 1994. ISBN 951-0-19837-4.
- Ram, tähtien tytär / Рам, дочка зірок (фін) . Гельсінкі: «WSOY». 1996. ISBN 951-0-20880-9.

### Крістіана Доллард
- «La Goutte de soleil» / «Крапля сонця» (фр) . Париж: GP. 1970. с. 187.
- «Le Secret des pierres-qui-fondent» / «Секрет каменів, що тануть» (фр) . Париж: GP. 1971. с. 187.
- «La Danse des sorciers» / «Танець відьом» (фр) . Париж: GP. 1972. с. 184.

### Рене Дюнан
- «Le Métal — Histoire d’il y a vingt mille ans» / «Метал — історія двадцяти тисяч років тому». «Floréal» (41-43). 1920.
- «Magdeleine» / «Магдалина». Брюссель: Éditions de la Vache rose. 1926.
- «Ces Dames De Lesbos» / «Ці дами з Лесбоса» (фр) . Париж: Prima. 1927.
- «Le Roman de la fin des Hommes» / «Романтика кінця людстава». Монтелімар: «Les Moutons électriques». 2015.[5]

### Франсуа Каванна
- ...І мавпа стала проти. «L'aurore de l'humanité» / «Зоря людства» (фр) . Париж: видання квадрат. 1972.
- «Le con se surpasse». «L'aurore de l'humanité 2» / «Зоря людства 2» (фр) . Париж: видання квадрат. 1975. с. 112.
- «La déesse mère» (фр) . Париж: Альбін Мішель. 1997. с. 274. ISBN 978-2226089038.

### Марк Клапчинський
- Серія «Одіссея останнього неандертальця»:[6]
  - Aô, l'homme ancien / Старий Ао (фр) . Париж: Aubéron[fr]. 2003. с. 350. ISBN 978-2844980519.
  - Le pouvoir d'Ik-Tia / Сила Ік-Тіа (фр) . Париж: Aubéron. 2006. с. 360. ISBN 978-2844980946.
  - Tsinaka, l'œil de la toundra / Цинака, око тундри (фр) . Париж: Aubéron. 2010. с. 304. ISBN 978-2844981530.

### Бйорн Куртен
Палеонтолог:
- Den Svarta Tigern / Чорний тигр (швед) . Стокгольм: «Альба». 1978. с. 221. ISBN 9174581368.
- Mammutens Radare / Радар мамонта (швед) . Стокгольм: «Альба». 1984. с. 205. ISBN 978-9174586565.

### Меган Ліндгольм, псевдонімРобін Гобб
- The Reindeer People / Народ Північного Оленя (англ) . Нью-Йорк: Ейс Букс. 1988. с. 327. ISBN 978-0-44171-233-5.
- Wolf's Brother / Брат вовка (англ) . 1988. с. 275. ISBN 978-0-44171-234-2.

### Дірк Лорнсен
- Tirkan / Тіркан (нім) . Штутгарт: «Thienemann Verlag Gmbh». 1994. с. 190. ISBN 978-3522168649.
- Rokal der Steinzeitjäger / Мисливці кам'яної доби (нім) . Штутгарт: «Thienemann Verlag Gmbh». 1987. с. 112. ISBN 978-3522165204.

### Девід Мансіет
- Серія «Жертви Аврохів»:
  - Le peuple des glaces / Люди з льоду (фр) . 2016. с. 230. ISBN 978-1537235073.
  - Les feux de la Trêve / Вогонь перемир'я (фр) . 2016. с. 312. ISBN 978-1541070547.
  - La Vallée des Immortels / Долина безсмертних (фр) . 2017. с. 327. ISBN 978-1541070547.

### Софі Марву
- Meurtre chez les Magdaléniens / Вбивство у магдаленців, видання «Спадщина» та «Новий світ», 2014 рік.
- Le Choc de Carnac / Шок Карнака [Архівовано 21 липня 2015 у Wayback Machine.], видання «Спадщина» та «Новий світ», 2015 рік. Призова література Salon de la Preéhistory of Chapelle-aux-Saints 2015.
- Les justiciers de l'Histoire / Пильнування історії, художники Ласко, «Тотем», 2017

### Олів'є Мей
- Серія «Діти вовка»:
  - Les enfants de la louve / Діти вовка (фр) . Париж: «Фламмаріон». 2013. с. 126. ISBN 978-2081264991.
  - Le secret des Hommes-Bisons / Секрет людей-зубрів. Париж: «Фламмаріон». 2014. с. 125. ISBN 978-2081308336.
  - La vallée des mammouths / Долина мамонтів (фр) . Париж: «Фламмаріон». 2017. с. 128. ISBN 978-2081390256.
- Les enfants des lacustres / Діти озер (фр) . Париж: Auzou. 2019. с. 96. ISBN 978-2365082990.

### Бернар Морін
- L'aube du lac / Світанок на озері. Монфорт-ан-Шалосс: «Gaïa». 1998. с. 282. ISBN 978-2910030506.
- La pirogue / Землянка. Монфорт-ан-Шалосс: «Gaïa». 1999. с. 284. ISBN 978-2910030629.

### П'єр Пело
- Серія «Під вітром світу»:
  - Qui regarde la montagne au loin / Хто дивиться на гору вдалині (фр) . Париж: «Деноель». 1997. с. 330. ISBN 978-2207243947.
  - Le nom perdu du soleil / Втрачене ім’я сонця (фр) . Париж: «Деноель». 1998. с. 306. ISBN 978-2207245002.
  - Debout dans le ventre blanc du silence / Стоячи в білій утробі тиші (фр) . Париж: «Деноель». 1999. с. 348. ISBN 978-2207245491.
  - Avant la fin du ciel / До кінця неба (фр) . Париж: «Деноель». 2000. с. 409. ISBN 978-2207245699.
  - Ceux qui parlent au bord de la pierre / Ті, хто розмовляє на краю каменя (фр) . Париж: «Деноель». 2001. с. 268. ISBN 978-2207250563.
- Le rêve de Lucy / Мрія Люсі. Париж: «Gaïa». 1990. с. 132. ISBN 978-2020125031., з Івом Коппенсом, проілюстрованим Таніно Лібераторе

- Серія «Книга Ахорна»
  - Le jour de l'enfant tueur / День дитини-вбивці. Париж: Seuil. 2000. с. 220. ISBN 978-2020349086.
  - L'ombre de la louve / Тінь вовка. Париж: Seuil. 2001. с. 186. ISBN 978-2020349093.

### Мішель Пейрамуре
- La vallée des mammouths / Долина мамонтів. Париж: «Робер Лаффон». 1966. с. 255.
- Les grandes falaises / Великі скелі. Париж: «Преса міста». 2003. с. 282. ISBN 978-2258063297.
- La fille des grandes plaines / Дочка Великих рівнин. Париж: «Робер Лаффон». 1963., новий випуск під заголовком: La caverne magique / Чарівна печера. Париж: «Робер Лаффон». 1986. с. 278. ISBN 978-2221050286.

### Мішель Пікемал
- Le sandwich de mammouth / Сендвіч мамонта, Мілан, 2007, 23 с.
- L'école des mammouths / Школа мамонта, Мілан, 2012, 24 с.
- Frère des chevaux, Elan vert / Брат коней, Зелений лось, 2012, 32 с.
- Le pendentif de Kihia / Кулон Кіхії, SEDRAP, 2012, 63 с.
- Nour et le peuple des loups / Нур і люди-вовки, Rue du Monde, 2015, 116 с.

### Флоренція Рейно
- Le premier dessin du monde / Перший малюнок світу. Париж: «Hachette jeunesse». 2000. с. 189. ISBN 978-2013217774.
- Серія «Йона — доісторична дівчина»:
  - Le clan des loups / Клан Вовка. Париж: «Pocket jeunesse». 2005. с. 110. ISBN 978-2266143806.
  - Dent de lion / Зуб лева. Париж: «Pocket jeunesse». 2005. с. 115. ISBN 978-2266143813.
  - La grotte des chamans / Печера шамана. Париж: «Pocket jeunesse». 2005. с. 108. ISBN 978-2266150248.[7]
  - Le retour de Yona / Повернення Йони. Париж: «Pocket jeunesse». 2006. с. 110. ISBN 978-2266150262.
  - L'enfant de la nuit / Дитя ночі. Париж: «Pocket jeunesse». 2006. с. 130. ISBN 978-2266153720.
  - Les chevaux des roches noires / Коні чорних скель. Париж: «Pocket jeunesse». 2006. с. 96. ISBN 978-2266153737.
  - Le grand chagrin de Yona / Велике горе Йони. Париж: «Pocket jeunesse». 2007. с. 120. ISBN 978-2266161824.
  - Le voyage au bout du monde / Подорож на край світу. Париж: «Pocket jeunesse». 2007. с. 111. ISBN 978-2266171823.
  - La horde des loups / Вовча зграя. Париж: «Pocket jeunesse». 2008. с. 132. ISBN 978-2266176071.
  - Le vallon maudit / Проклята долина. Париж: «Pocket jeunesse». 2009. с. 127. ISBN 978-2266181846.
  - Les ours de neige / Снігові ведмеді. Париж: «Pocket jeunesse». 2010. с. 118. ISBN 978-2266187312.
  - Le dieu cheval / Кінський бог. Париж: «Pocket jeunesse». 2010. с. 112. ISBN 978-2266195201.

### Ж.-А. Роні-старший
- «La Guerre du feu» / «По вогонь» (фр) . Париж: Fasquelle. 1911. с. 200., опублікована частково в журналах «Я знаю все»[en] та «Академос» у 1909 р., а також у «Великому огляді» 1910[8]
  - «Боротьба за вогонь» (укр) . Київ: «Державне видавництво дитячої літератури УРСР». 1957. ISBN 966-661-467-7.
- «Le Félin géant» / «Печерний лев» (фр.) . Париж: Plon. 1920. з'явився в серії у 1918
  - «Печерний лев» (укр) . Київ: «Молодь». 1979. с. 280. ISBN 966-661-479-0.
- «Les Xipéhuz» / «Сіпегуз». Париж. 1887.
- «Helgvor du Fleuve Bleu» / «Ельвор з Синьої річки». Париж: Société Les Centraux Bibliophiles. 1930.
- «Les Conquérants du feu et autres récits primitifs» / «Завойовники вогню та інші історії» [Легенда тисячоліття, 1 - Витоки]. «Les Moutons électriques». 2014.
- «Les Âges farouches de J.-H. Rosny aîné» / «Дикі віки, Ж.-А. Роні-старший». Bibliogs. 2016.
- «Récits préhistoriques» / «Доісторичні історії». Hélios. 2018.

### Ж.-А. Роні
- «Eyrimah» / Ейрімах. Париж: Plon. 1896., серіалізована в 1893
- «Vamireh» / «Вамірех». Париж: Plon. 1902., серіалізована в 1892
- «Elem d'Asie» / «Елема з Азії». Париж: Borel. 1896.

### Клод Сенак
- «Les Cavernes de la rivière rouge» / «Печери Червоної річки» (фр) . Париж: «Магнард». 1967. с. 190.
- «Les Sorciers de la rivière rouge» / «Печери Червоної річки» (фр) . Париж: «Магнард». 1984. с. 181.
- «Souviens-toi de la rivière rouge» / «Згадайте Червону річку» (фр) . Париж: «Магнард». 1995. с. 184. ISBN 978-2210977105.

### Елізабет Маршалл Томас
Антрополог:
- Reindeer Moon / Північний олень (англ) . Бостон: «Houghton Mifflin». 1987. с. 338. ISBN 978-0395421123.
  - La lune des rennes / Північний олень (фр) . Париж: «Робер Лаффон». 1987. с. 389. ISBN 978-2221054031.
- The Animal Wife / Дика жінка (фр) . Париж: «Houghton Mifflin». 1990. с. 289. ISBN 978-0395524534.
  - La femme sauvage / Дика жінка (фр) . Париж: «Albin Michel». 1992. ISBN 978-2226057112.

### Крістін Ферет-Флері
- Серія «3500 років до нашої ери Чан»:
  - La rebelle / Бунтівник (фр) . Париж: «Фламмаріон». 2003. с. 137. ISBN 978-2081624276.
  - La caverne des trois soleils / Печера трьох сонць (фр) . Париж: «Фламмаріон». 2004. с. 160. ISBN 978-2081624337.
  - La montagne du destin / Гора долі (фр) . Париж: «Фламмаріон». 2004. с. 148. ISBN 978-2081624351.

### Інші твори
- Антологія, Залишки допотопного світу, Бібліогр, 2016. Збірник текстів, опублікованих між 1864 та 1931 роками.
- Антологія, Археологічні помилки (Залишки допотопного світу), Бібліогр, 2017. Збірник текстів, опублікованих між 1880 та 1946 роками.
- Девід Фрідріх Вайнланд (1878). Rulaman / Руламан (нім) .
- Станіслас Меньє (1889). Misère et grandeur de l'humanité primitive / Біда і велич первісної людини. Париж: A. Picard et Kaan. с. 316.
- Стенлі Ватерлоо (1897). The Story of Ab / Історія Еба (англ) . Чикаго: «Way & Williams». с. 352.
- Джек Лондон (1907). Before Adam / До Адама (англ) . Нью-Йорк: «Everybody's Magazine».
- Йоганнес В. Єнсен (1908). Bræen (roman, del af «Den lange Rejse») / Бріен (син льодовика) — із серії: «Довга подорож» (дан) .
- Артур Конан Дойл (1912). The Lost World / Загублений світ (англ) . Лондон: «Hodder & Stoughton».
  - Артур Конан Дойл (1922). Пропащий світ (укр) . Львів. с. 246.
  - Артур Конан Дойл (2006). Загублений світ (укр) . Львів: «Піраміда». с. 296. ISBN 966-8522-84-2.
- Едмонд Гаракорт (1914). Daâh le premier homme / Даа, перший чоловік.
- Чарльз Д. Д. Робертс[en] (1919). In the Morning of Time / На світанку часів (англ) . Лондон: «Гатчинсон». с. 319. {{cite book}}: Перевірте значення |last= (довідка)
- Віктор Форбін (1923). Les fiancés du soleil / Наречений сонця. Париж: «Lemerre».
- Жан Шопфер (1925). La fin d'un monde / Кінець світу (фр) . Париж: «Грассе». с. 274.
- П'єр Гемаер (1927). Le Pèlerin du Soleil / Паломник Сонця. Париж: «Albin Michel».
- Леон Ламбріс (1929). La Mission de Run le tordu / Місія Руна крутила його. Брюгге: «Сен-Шарль де Граммонт». с. 223.
- А. Ліхтенбергер (1930). Houck et Sla / Гоук і Сла. Париж: «Фернан Натан». с. 126.
- Анрі-Жак Проумен (1934). Eve proie des Hommes / Єва здобич чоловіків. Париж /Брюссель: Labor. с. 235.
- Гай де Ларігауді (1934). Yug / Юг. Париж: «Дж. Гігорд». с. 123.
- Сергій Покровський (1937). Охотники на мамонтов / Мисливці на мамонтів (рос) . Воронеж: «Воронезьке видавництво». с. 115. ISBN 5-17-014186-6. (isbn: 2005)
- Гай де Ларігауді (1938). Yug en terres inconnues / Юг у невідомих краях (фр) . Париж: «Дж. Гігорд». с. 191.
- Олександр Ліневській (1939). Листы каменной книги / Листи кам'яної книги (рос) . Петрозаводськ: «Каргосиздат». с. 80.

після 1940 року
- Поль Буше (1943). Les derniers atlantes / Останні атланти. «chez l'auteur»., Війна золота
- Макс Ландро (1946). La vengeance du Rhin / Помста Рейна. «Alsatia».
- Дарія Банфі Малагуцці (1946). Jagul et Pali / Ягул і Палі. «Delachaux et Niestlé».
- Жан Вергрієт Кайлат (1946). Oulgwy des sables verts / Углі зелені піски. «Alsatia».
- Джалмарі Ваула (1946). Luolapojat / Печерні хлопці (фін) . Гельсінкі: «WSOY».
- Гельге Торнрос (1947). Bågmännen / Човнярі: Історія хлопчика з кам’яної доби (швед) .
- Макс д'Ампланінг (1949). Zingh, l'homme des cavernes / Зінг, печерна людина (фр) . Париж: «STAEL». с. 128.
- Сакарі Пялсі (1950). Kova mies ja Nimetön / Жорстка людина і анонім (фін) . «Otava».
- Раймонд Трикуар (1952). La Main d'Urka / Рука Урка (фр) . Париж: «Sté universitaire d'éditions et de librairie».
- Джалмарі Ваула (1952). Kuolemanlaakson kurimuksessa / У скорботі «Долини смерті» (фін) . Гельсінкі: «Gummerus».
- Веркор (1952). Les Animaux dénaturés / Люди або тварини? (фр) . Париж: «Albin Michel».
- Вільям Ґолдінґ (1955). The Inheritors / Нащадки (англ) . Лондон: «Faber & Faber». с. 233.
- Віра Кузнєцова (1955). Необычайное путешествие / Неймовірна подорож (рос) . Алмати: «Казгослитиздат[kk]». с. 308.
- Роберт Джеймс Грін (1961). Kor et ses chiens Loups / Кор та його хижі собаки. «G.P.». с. 154.
- Едуард Сторч (1961). Les Chasseurs de Mammouths / Мисливці на мамонтів. «La Farandole». с. 245.
- Jean-Жан-Клод Фроеліч (1964). Voyage au pays de la pierre ancienne / Подорож до краю стародавніх каменів. «Магнард».
- Адам Сен-Мур] (1965). La Marche au Soleil / Марш під сонцем. Париж: «Fleuve Noir». с. 378., післямова Ф. М. Бергуньо
- Ентоні Фон Айзен (1965). Ash et la bête-qui-parle / Еш і звір, що розмовляє.
- Норбер Кастере (1965). Muta, fille des cavernes / Мута, печерна дівчина. Конде-сюр-л'Еско: «Perrin». с. 254.
- Марсель Мансо (1966). Le Talisman du Soleil / Талісман Сонця. «Rageot». с. 154.
- Жан-Клод Фроеліч (1967). La horde de Gor / Орда Гора. «Магнард».
- Жан-Франсуа Пейс (1969). Le Sorcier aux Yeux bleus / Чарівник з блакитними очима. Париж: «G.P.». с. 219. ISBN 978-2704500895.
- Антуан Ребул (1970). Le Livre de Napur / Книга Напура. Париж: «Магнард». с. 159.
- Мішель Грімо (1971). Rhoôr l'invincible / Рор непереможний. «Alsatia/Hachette». с. 216.
- Мішель Грімо (1972). Rhoôr et les pillards / Рор та мародери. «Alsatia/Hachette».
- Роберт Олександер (1975). Sandrinhar / Сандрінгар. «Alsatia». с. 224.
- Роберт Олександер (1977). Tiguir / Тигри. «Alsatia». ISBN 9782704500277.
- Луї Мірман (1977). Le Silex noir / Чорний кремінь. Париж: «Галлімар». с. 231. ISBN 2-070335666.
- Жан-Ком Ногуєс (1977). Le Mammouth et la Châtaigne / Мамонт і каштан. Париж: «G.P.». с. 187. ISBN 2914471130.
- Анрі Кубнік (1981). La grande déesse. Le clan de Krab / Велика богиня. Клан Краба. «J.C. Lattès». с. 327.
- Анрі Кубнік (1984). La grande déesse. Dji la magicienne / Велика богиня. Джі чарівник. «J.C. Lattès». с. 309.
- Жан-Люк Дежеан (1984). Le premier chien / Перший пес. Париж: «Hachette Jeunesse». с. 159. ISBN 9782253035305.
- Луї Мірман (1985). Youg / Юг. Париж: «Галлімар». с. 207. ISBN 2-070333019.
- Клод Верморель (1986). Il y a dix mille ans. Le roman de Wala, fils de l'ours / Десять тисяч років тому. Вала, син ведмедя. Париж: «Робер Лаффон». с. 260. ISBN 978-2221048085.
- Луї Мірман (1987). Grite parmi les loups / Гріт серед вовків. Париж: «Галлімар». с. 151. ISBN 2-07033399X.
- Рой Льюїс (1991). Pourquoi j'ai mangé mon père / [[Чому я їв свого батька]][[:fr:Pourquoi j'ai mangé mon père|[fr]]]. "Actes Sud". ISBN 978-2266040822. {{cite book}}: Назва URL містить вбудоване вікіпосилання (довідка)
- Жан-Люк Дежеан (1991). Le Maître des chiens / Собачий господар. Париж: «Hachette Jeunesse». с. 285. ISBN 2013214863.
- Пол Тієс (1994). Petit féroce n'a peur de rien / Маленький лютий і нічого не боїться. Париж: «Rageot Ed Cascade». с. 122. ISBN 978-2700231601., інші назви: Петі-Феросе та його родина, Петі-Феросе та його друзі, Петі-Феросе йде в школу, Петі-Феросе їде у відпустку, Петті Феросе проти Мармікро, Петті-Феросе — чемпіон, Маленький жорстокий проти снігового монстра
- Арто Паасілінна (1996). Lentävä kirvesmies / Тесля, що літає (фін) . Гельсінкі: «WSOY». с. 308.
- Андре Шедід (1998). Lucy, la femme verticale / Люсі, прямоходяча жінка. Париж: «Фламмаріон». ISBN 978-2080675514.
- Пітер Дікінсон (1998). The Kin. Suth’s Story / Плем'я. Історія Сута (англ) . Нью-Йорк: «Grosset & Dunlap». с. 211. ISBN 044-841709X.
  - Пітер Дікінсон (2001). La Tribu. Histoire de Suth / Плем'я. Історія Сута (фр) . Нью-Йорк: «Livre de poche». с. 192. ISBN 978-2013218337.
- Бернар Вербер (1998). Le Père de nos pères / Батько наших батьків. Париж: «Albin Michel». ISBN 2-22610562-X.
- Ентоні Фон Айзен (1999). Ash et la bête-qui-parle / Еш і звір, що розмовляє. Париж: «Фламмаріон». ISBN 2081619016.

Після 2000 року
- Ален Сургет (2000). Un Cheval pour Totem / Кінь для Тотема. Париж: «Фламмаріон». с. 154. ISBN 2081647710.
- Жерар Амбріот (2000). L'Homme de la Combe d'Arc ou le peintre de la grotte Chauvet / Людина з Комбу д'Арк або художник печери Шове. Париж: «Мірандола». с. 319. ISBN 978-2909282640., передмова Жана Клотта
- Бернар Вербер (2001). L'Ultime Secret / Останній секрет. Париж: «Albin Michel». ISBN 2-226-12740-2.
- Клод Кайлат (2001). Le renne blanc / Білий олень. Монфорт-ан-Шалосс: «Gaïa». с. 441. ISBN 978-2910030827.
- Клод Турель (2002). La Longue marche de Taren / Довгий марш Тарена. Невік-Антьє: «La Veytizou». ISBN 9782913210448.
- Ален Дювуа (2002). Thorag et le clan du lac / Тораг і клан озера. Крозон: «Buissonnières». с. 64. ISBN 9782909557786.
- Ален Дювуа (2003). Thorag le clan des grottes / Тораг клану печер. Крозон: «Buissonnières». с. 77. ISBN 978-2909557960.
- Арнульф Цительман (2005). Qila fille des Cavernes / Печерна дівчина. Париж: «Milan». с. 247. ISBN 9782745913302.
- Ані Поліцер (2006). Wakor le chasseur des falaises blanches / Вакор, мисливець з білих скель. Сен-Ерблен: «Golf Stream». с. 139. ISBN 978-2909421551.
- Рейчел Таннер (2006). Le rêve du Mammouth / Сон мамонта. Париж: «Black Coast Press». с. 314. ISBN 978-1-9329-8371-5.
- Мілен Мутон (2007). Soleils d'ocre / Охра сонця. Монфорт-ан-Шалосс: «Gaïa». с. 213. ISBN 978-2847200904.
- Фабріс Анфоссо (2007). Là où la terre touche le ciel / Де земля торкається неба. Париж: «Mémoires Millénaires Editions». с. 168. ISBN 978-2952664714.
- Бернар Сімонай (2008). Les enfants du volcan /Діти вулкану. Париж: «Преса міста». с. 444. ISBN 978-2258063891.
- Ален Дювуа (2008). Le clan de Thorag / Клан Тораг. Крозон: «Buissonnières». с. 136. ISBN 978-2849260593.
- Дороті Герст (2008). Promise of the Wolves / Вовча обіцянка. Нью-Йорк: «Simon & Schuster». с. 352. ISBN 978-1-4165-7021-9.
- Ален Ортліб (2011). Mémoire de pierre / Пам’ять в камені. Ліон: «Видання Бодолера». с. 198. ISBN 978-2355087226.
- Жан-Франсуа Перрет (2011). La Faille du Temps / Розрив часу. Франція: «Flagrant d'élie». с. 163. ISBN 979-1090236028.
- Жан-Мішель Портьє (2012). Le souffle du Lion / Дихання Лева. Париж: «Editions Errance». с. 272. ISBN 978-2877724937.
- Крістоф Вігері (2013). Mahava / Махава. Париж: «Editions Errance». с. 64. ISBN 978-2-87772-548-4.
- Франк Превот (2013). Le roman de Râ / Роман Ра. Париж: «Тьєррі Магньє». с. 90. ISBN 978-2364742703.
- Тімоті Рей (2014). Les Souffles ne laissent pas de traces / Дихання не залишає слідів. Монтелімар: «Les Moutons Électriques». с. 320. ISBN 978-2-36183-139-4.
- Тімоті Рей (2015). La Mère des ondes et des crues / Мати хвиль і повені. Монтелімар: «Les Moutons Électriques». с. 400. ISBN 978-2-36183-210-0.

## Доісторичні комікси
- відсортовано в хронологічному порядку публікації -
- Професор Косінус повертається до кам'яної доби, сценарій та малюнки Роберта Данслера (1940)
- Тор, сценарій та малюнки Джо Куберта (1953), 12 альбомів
- Плем'я червоної людини, сценарій та малюнки Сіріус (1953)
- Онкр, мерзенна крижана людина, тексти Жана Малака та Івана Дельпорта, малюнки Тенаса (1961 до 1972) у щоденнику Міккі
- "Tounga le Ghmour " Едуарда Айдана, щоденник Тінтіна (1961) та 17 альбомів з 1974 по 2004
- Рахан[9], малюнки Андре Шере, сценарій Роджера Лекеро та Жан-Франсуа Лесю, інших карикатуристів Хосе де Хуескар, Гвідо Зампероні, Енріке Ромеро з'явилися в 1969 році в гаджеті Піфа та кількох серіях альбомів
- Війна вогню, дизайн і сценарій Рене Пеллос по Ж.-А. Роні-старший (1976)
- Диявол Динозавр Джек Кірбі (1978)
- Tarao, сценарій Роджера Лекуро, малюнки Рафаеля Марчелло, 38 епізодів опубліковані в журналі «Пиф-гаджет» (1982—1990)
- Варварська ніч Жана Олв'є, малюнки Карло Марчелло (1988)
- Хроніки давніх часів від Андре Хуота
  1. Кам'яний ніж (1987 р.) — ред. Флер
  2. Спалена-голова (1989) — ред. Ломбард
  3. Ми ходили по землі (1990 р.) — ред. Ломбард
  4. Сонце мертвих (1992) — ред. Ломбард
  5. Ars engoutie (1994) — ред. Гленат

- Кремінь і Боа, сценарій Франсуа Кортежіані (1989)
- Набуходинозавр, малюнки Роджера Шиденлохера, сценарій Ерле (1989) — ред. Дарго
- Динозавр-боп, малюнки та сценарій Жана-Марі Арнона
  - 1 — Запах дівчат (1989)
  - 2 — Печера розбитих сердець (1990)
  - 3 — Неандертальські бікіні (1991)
  - 4 — Шаманський блюз (1993)
  - Ванда і динозаври (2000), збірка з 4 томів
  - (того ж автора) Кремневі серця (1997)

- Долина оленів, сценарій Віктора Де Ла Фуенте, малюнки Майкла Вайдіса (2000) — ред. МСМ
- Епоха розуму, М. Бонхомма (2002) — ред. Карабас
- Шліфування кременю, Філіпп Фоерстер — ред. Ломбард
  1. Відсутні ланки (2002)
  2. Тиша скам'янілостей (2003)
  3. Психо-сапієнс (2004)

- Vo'Hounâ, сценарій та малюнки Еммануеля Рудьє[10]
  1. Сезон Ао (2002) — ред. Солей
  2. Сезон Mordagg (2003) — ред. Солей
  3. Дихання Монтхарумоне (2005) — ред. Солей
  4. Інтеграл (1-4) — Vo'Houna, доісторична легенда (2013) — ред. Ерансе

- Мисливці світанку, сценарій та малюнки Рене Хаусмана (2003) — ред. Дюпуа
- На четвертинних кордонах, сценарій Патріка Серреса (Пастка) та малюнки Ніколя Губеша (2004)
- Ордовий сценарій та малюнки Мішеля Санца де Ніко
  1. Зустріч першого типу (2004 р.)
  2. Другий у гіршому (2005)
  3. І три! Люсьєн допоможе тобі (2006)
  4. Справа … дуже дуже добре (2007)
  5. Святий с … ікона твоєї матері (2008)
  6. Якщо це … яйце (2009)
  7. Кращий клуб (2010)

- Мисливець-збирач, сценарій та малюнки Джоанна Сфара (2006)
- Люсі, сценарій надії Патріка Норберта, малюнки Tanino Liberatore (2007) — ред. Капітолій
- Неандерталець, сценарій та малюнки Еммануеля Рудьє[10] — ред. Делькур
  1. Кристал полювання (2007)
  2. Напої життя (2009)
  3. Лідер пакета (2011)

- Ticayou[11] , автор сценарію Ерік Лебрен, малюнки Прісцилла MAHIEU — ред. Мілан
  1. Маленький кроманьйон (2009)
  2. Мисливець до доісторії (2009)
  3. Дика річка (2017)

- Silex and the City / Кремінь і місто, сценарій і малюнки Ж. Л. Берйо — ред. Дарґауд
  1. [без підзаголовка] (2009)
  2. Скорочення часу відкриття (2010)
  3. Неоліт не є автоматичним (2012 р.)
  4. Авторизація відкриття (2013)
  5. Vigiprimate (2014)
  6. Дякую за цього мамонта (2015)
  7. Художня література про восьминога (2016)

- Megasauria / Мегасаурія, сценарій Жана Депеллі, малюнки Жан-Марі Арнон
  1. Лавини (2010)

- Люди з зеленої води, сценарій Жана Гагнепайна, малюнки Бернар Ніколя — ред. Ле Саблір
  1. Дух ведмедя (2011)

- RUPESTRES!, Сценарії і малюнки Стівена Davodeau, Еммануель Guibert, Марк-Антуан Матьє, Девід Прюдома, Паскаль Rabaté і Troub — х — (2011) Ed Futuropolis.
- Вогонь війни, сценарій і малюнки Еммануель Rondier, заснований на романі Ж.-А. Роні-старший — Ред Делкурт
  1. У ніч віків (2012)
  2. На березі Великої річки (2013)
  3. По суші вод (2014)

- Доісторичне мистецтво в коміксах, сценарії та малюванні Еріка Ле Бруна[12] — ред. Гленат
  1. Перша ера — авріньяк (2012)
  2. Друга епоха — Граветтіан і Солутрей (2013)
  3. Третя епоха — Магдаленська (2018)
- Великий притулок, сценарій Toomaï Boucherat, малюнки Priscille Mahieu — Ed. Actilia Multimedia
  1. Життя клану 9000 років тому в Бассе-Провансі (2015)

## Доісторичні фільми
- 1908 : Доісторична людина, Вальтер Р. Бут
- 1914 : Його доісторичне минуле, Чарлі Чаплін
- 1915 : Вогняна війна Жоржа Денола після твору Ж.-А. Роні-старший
- 1923 : Три століття, від Бастер Кітон та Едвард Ф. Клайн
- 1927 : У кам'яному віці (Літаючі слони), Френк Батлер
- 1940 : Мільйон років до нашої ери, з Хал Роуч
- 1966 : Мільйон років до нашої ери, з Дону Chaffey
- 1981 : Боротьба за вогонь Жана-Жак Ано після твору Ж.-А. Роні-старший
- 1981 : Печерна людина (Кавеман) від Carl Gottlieb
- 1986 : «Клан печерного ведмедя» Майкла Чапмана на основі книги Джін М. Ауел «Клан печерного ведмедя»
- тисяча дев'ятсот дев'яносто-чотири : Флінстоуни (The Flintstones) по Брайан Левант
- 2000 : Флінстоуни в Віва Рок — Вегасі (Флінстоуни в Віва Рок — Вегас) від Брайана Леванту
- 2004 : Мільйон років до нашої ери, Ален Шабат
- 2008 : «10 тисяч років до нашої ери» Ролан Еммеріх
- 2009 : Рік перший: Перший рік Гарольд Раміс
- 2009 : Люди, Жак-Олів'є Молон та П'єр-Олів'є Тевенін
- 2010 : Ао, останній неандерталець Жак Малатерре після твору Марка Клапчинського
- 2014 : Ной Даррена Аронофського після однойменного коміксу. Фільм як книга легко змішує жанри біблійної художньої літератури та фентезі. Зауважте, на відміну від фільму, що комікси — це більше жанр апокаліптичної та пост-апокаліптичної фантазії. Допотопна епоха нагадує стиль вмираючої Землі Джека Ванса (підрідж Землі вмираючої) або меч і чаклун Жана-Клода Гал . Дійсно, можна зустріти скам'янілі промислові рештки в ландшафтах. Речі, давно забуті народом, в манері кочівників «Загибель Землі» Ж.-А. Роні-старший .
- 2018 : Альфа, з Альберт Г'юз

## Доісторичні мультфільми
- 1960-1966 : «Флінстоуни».
- 1967-1969 : «Мобі Дік та Майті Майтор».
- 1969 : «Рахан» (мультсеріал).
- 1977-1980 : «Капітан Каверн».
- 1980 : «Відсутня ланка».
- 1987 : «Рахан син шалених віків».
- 1988-2016 : «Земля первісних часів»:
  - Серія з 14-ти повнометражних та одного сезону мультсеріалу (26 серій).
- 2001 : «Діти вогню» (мультсеріал), Патрік Гальяно, Бріс Гарньє та Роджер Еру, (26 серій).
- 2002-2016 : «Льодовиковий період»:
  - Серія з 5-ти повнометражних та 6-ти короткометражних мультфільмів.
- 2005 : «Пітт і Кантроп» (мультсеріал), Ізабо Мерле та Фетхі Неджарі (26 серій).
- 2013 : «Сімейка Крудсів».

## Доісторичні ігри
- Електронні ігри :
  - The Stone Age — електронна комп'ютерна гра, дія якої відбувається в перші дні доісторії. Гравець пропонується грати як маленький печерний чоловік, прагне очистити вулкан, щоб він не вивернувся. Він зробить усе, щоб врятувати село від руйнування, яким допомагали динозаври, вирощені під час гри.
  - Wonder Boy (буквально Чудовий хлопчик) — електронна гра на платформі Sega. Герой — персонаж на ім'я «Том-Том», печерний чоловік, подругу якого на ім'я Таня захопила чудовисько. Гравець повинен направити Тома-Тома через дев'ять «зон», кожна з яких складається з чотирьох «раундів», включаючи деякі приховані рівні. До останнього рівня можна дійти, лише якщо Том-Том раніше зібрав усі ляльки Тані Тані, заховані на кожному рівні лісу, пагорбів, океанів, печер, крижаних палаців та хмар. ,
  - Caveman — електронна платформна гра для ПК, опублікована Microapplication (2005). Ви повинні допомогти печеристу знайти їжу в джунглях і печерах.
  - Caveman Run — пригодницька гра. Герой Реман, печерний чоловік, жив у кам'яному віці 65 мільйонів років тому. Це епоха, коли динозаври панують на землі, зберігаючи дорогоцінну їжу для них …
  - В самому серці — електронна гра для ПК Ласко . Арок, доісторична людина шукає своєї долі. Його подорож доставить його до серця зачарованої гори та печери лабіринту. Озброївшись своїм розумом і за допомогою таємничого духовного путівника, Арок шукає магічні картини в печерах, щоб допомогти вирішити складні головоломки та вижити смертельних пасток.
  - Сеті та плем'я неандертальців
- Far Cry Primal — відеогра відкритого світу, історія якої розгортається між 10 000 і 12 000 до н. е. до початку мезоліту.

В Інтернеті існує дуже велика кількість завантажуваних ігор, які мають дуже неоднакову якість.
- Настільні ігри:
  - Cro-magnon та Cro-magnon Rrrevolution Жана-Тьєррі Вінстеля та Олів'є Мерсьє, видання Bioviva (2007 та 2011). Близько 3 мільйонів років тому перші гомініди жили на зборах, полюванні, а також шоу, соціальних вечерях, подорожах, філософських роздумах та інших дивовижних заняттях! Слідуйте слідами наших предків і живіть в ритмі самих сміливих племен Предісторії.
  - Долина мамонтів Бруно Файдутті, проілюстрована Жераром Матьє. Спочатку видання Ludodélire (1991), потім Jeux Descartes (2001). У обмеженій долині декілька племен повинні розвиватися та досягти успіху у створенні чотирьох сіл, незважаючи на розпали полювання та збирання.